# Берарду, Ильза Эверлин
Ильза Эверлин Берарду (нем. Ilse Everlien Berardo; род 28 декабря 1955, Айнбекк, Германия) — немецкий лютеранский богослов, ответственная за немецкую протестантскую церковь на португальском острове Мадейра. Она — первая женщина, ставшая пастором лютеранской церкви на Мадейре за 500 лет христианского присутствия на острове.
Берарду была рукоположена в сан пастора в июле 2011 года Мартином Хайном, епископом Касселя.

## Ранние годы и образование
Ильза родилась в немецком городе Айнбекк (Нижняя Саксония) в семье Карла и Хенни Эверлин. Её отец работал инженером.
Во время учёбы в средней школе она по своей воле изучала основы христианского вероучения в местном приходе, и этим она продолжала заниматься до тех пор, пока в 1974 году не поступила в Марбургский университет, где изучала теологию. Ильза закончила его в 1981 году, защитив свою дипломную работу о Евангелическо-лютеранской церкви в Брауншвейге, в городе Вольфенбюттель.

## Служение
Ильза Берарду начинала служение в качестве проповедника лютеранской церкви Мадейры в 1987 году, когда там был основан немецкий евангелический приход. В то время у неё имелась специальная лицензия, выданная ей епископом для проведения богослужений.
Находясь на Мадейре, Берарду принимала активнейшее участие в деятельности местной лютеранской церкви на добровольной основе. Ведущие сановники лютеранской церкви в Португалии, а также лютеранский вспомогательный епископ Ганновера присутствовали на церемонии её рукоположения в знак признания её религиозной приверженности местной немецкой общине. В качестве пастора Береарду также известна своим активным сотрудничеством с представителями других христианских церквей на Мадейре, о чём свидетельствовало присутствие духовенства католической, англиканской церкви и пресвитерианской церкви на её рукоположении. Берарду отслужила несколько экуменических месс вместе со священнослужителями местной англиканской и католической церкви.
После крушения автобуса с немецкими туристами на Мадейре в 2019 году пастор Эверлин Берарду стала одним из первых лидеров немецкой общины на острове, начавшим помогать раненым, как только они поступили в Центральную больницу Фуншала. Ильза сотрудничала с местными властями в качестве переводчика и консультанта. Через некоторое время она приняла участие в экуменической мессе вместе с Нуну I, католическим епископом Фуншала, в совместной молитве за погибших в аварии. Богослужение было организовано муниципалитетом Санта-Круш.

## Семья
Ильза вышла замуж за Жорже Сабину Родригеша Берарду 18 июня 1982 года, став невесткой одного из самых богатых людей Португалии — Жо Берарду. У супругов двое сыновей и одна дочь — Рубина Берарду, которая была избрана в португальскую Ассамблею Республики.